# Kościół św. Jana w Fürth
Kościół św. Jana – gotycki kościół protestancki, znajdujący się w Fürth, w dzielnicy Burgfarrnbach.

## Źródła
- Pleikard Joseph Stumpf: Burgfarrnbach. In: Bayern: ein geographisch-statistisch-historisches Handbuch des Königreiches; für das bayerische Volk. Zweiter Theil. München 1853, S. 746–747